# Macalda di Scaletta
Macalda (Machalda) di Scaletta (Scaletta, 1240 circa – Messina, morta dopo il 14 ottobre 1308) fu una dama di compagnia e cortigiana siciliana vissuta al tempo dei Vespri siciliani e della guerra che ne seguì. Baronessa di Ficarra per matrimonio, figlia di Giovanni di Scaletta e di una nobildonna siciliana, era però di umili origini. Macalda era nota per la condotta politica spregiudicata, per l'inclinazione al tradimento coniugale, politico e umano, e per i facili e promiscui costumi sessuali, la cui dissolutezza, sfiorata anche dal «sospetto di incesto», tendeva a degenerare in un «esibizionismo venato di ninfomania». Fu moglie del Gran Giustiziere del Regno di Sicilia Alaimo da Lentini.
Fiera amazzone, educata alle armi e al coraggio, dotata di un portamento marziale, mossa da un'indole cinica e ambiziosa, la vigorosa personalità femminile di Macalda dispiegò la sua influenza dapprima nella cerchia di Carlo d'Angiò e poi presso la corte di Pietro I di Sicilia, la cui persona, secondo un cronista coevo, Macalda avrebbe tentato inutilmente di sedurre. Le sue qualità ne fecero una protagonista di primo piano in quell'importante epoca di transizione e di violenti rivolgimenti nella storia del Regno di Sicilia che fu segnata dalla sanguinosa rivolta dei Vespri e che portò alla cacciata degli Angioini dall'Isola e alla nascita del nuovo Regno di Sicilia indipendente dal continente.
Intrigando a corte, ma anche rivaleggiando spavaldamente con la regina Costanza II di Sicilia, Macalda ebbe infatti un ruolo importante nel favorire inizialmente, e nel far precipitare in séguito, le fortune politiche del suo secondo marito, il vecchio Alaimo da Lentini, che della rivolta del Vespro era stato uno dei maggiori fautori.
La parabola sociale e politica di Macalda, e della sua umilissima stirpe originaria, può essere considerata come un caso esemplare e paradigmatico del tipo di mobilità sociale attraverso cui, in un contesto tardo medievale del XII secolo nel Regno di Sicilia, una famiglia ambiziosa poteva giungere in poche generazioni all'emancipazione dalla povertà e da condizioni subalterne, compiendo un percorso spettacolare che dalla miseria poteva attingere le alte sfere reali.
La vicenda di Macalda ha lasciato dietro di sé una riconoscibile traccia storica, ricevendo però trattamenti diversi dalle cronache sincrone: una di queste, la Historia Sicula del coevo cronista messinese Bartolomeo di Neocastro, è a lei estremamente avversa, ma i comprensibili motivi politici che ispirano Neocastro, filo-aragonese, potrebbero essere non sufficienti a giustificare la sua acrimonia, per alcuni così eccessiva da autorizzare il sospetto di trovarsi di fronte a «una delle vittime del fascino della donna».
Oltre che per l'educazione militare, Macalda è nota anche per un'altra qualità, anch'essa poco usuale per una donna medievale, la conoscenza del gioco degli scacchi, per la quale le si può riconoscere una sorta di primato storico nell'universo femminile e in quello scacchistico siciliano.
La sua singolare figura, abitando le pagine della cronaca e della storia, è trasfigurata nella memoria collettiva, nel folklore e nell'immaginario collettivo: Macalda diviene la protagonista di tradizioni, miti, e leggende popolari della Sicilia, come quella catanese del pozzo di Gammazita.
Un'eco distante della passione di Macalda per il sovrano aragonese, su cui si diffonde con toni caustici il cronista Neocastro, sembra riverberare anche nella narrazione boccaccesca, con enorme diversità di toni e accenti, trasfigurata in un ben più idealizzato e rarefatto contesto cortese e cavalleresco, quando, nel Decameron, si narra del perduto amore di Lisa Puccini per Re Piero di Raona.

## Biografia

### Origini

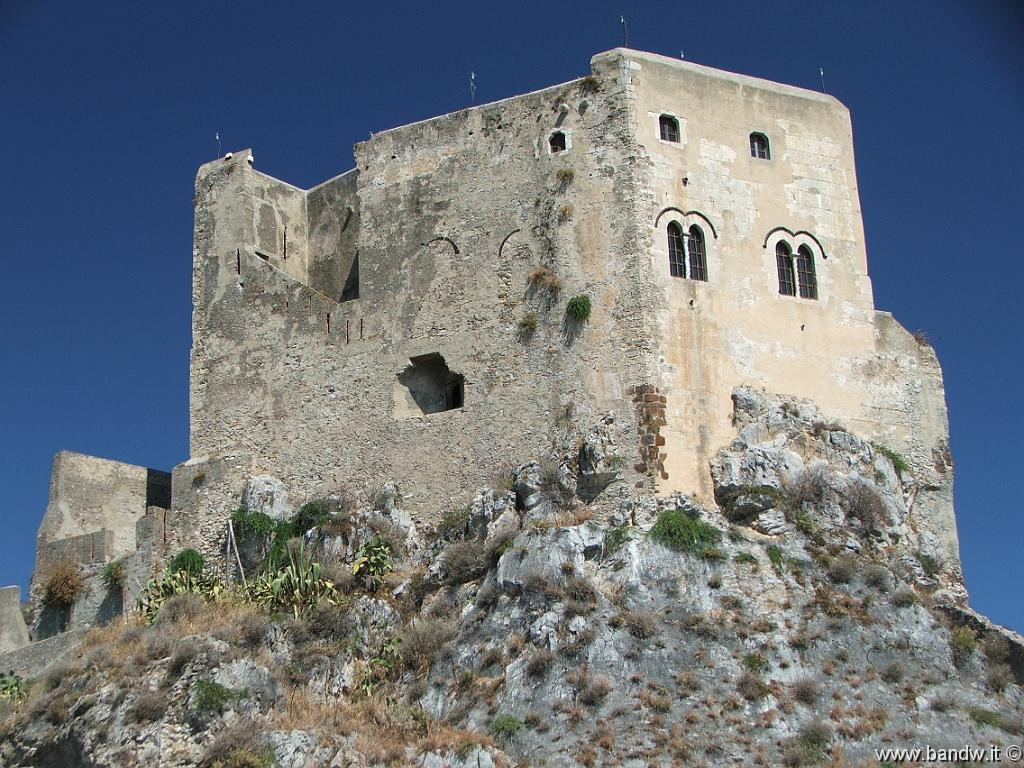
La rocca di Scaletta, che diede i natali a Macalda

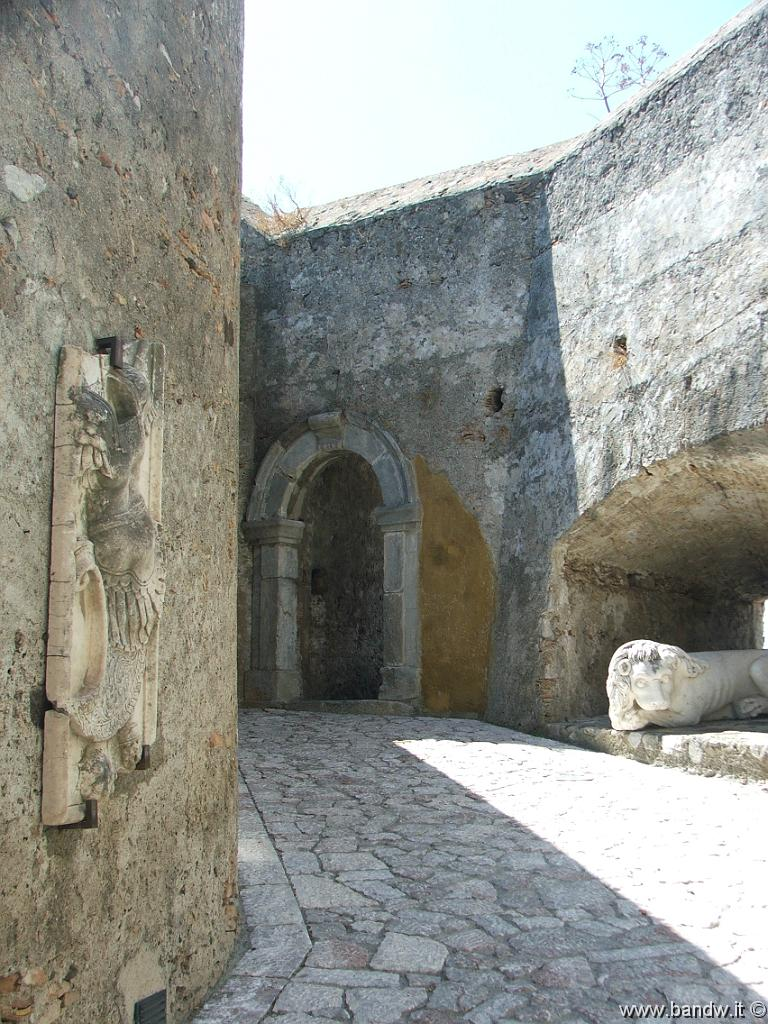
Interno del castello di Scaletta

La sua famiglia era di umilissima estrazione sociale, e versava inizialmente in disagiate condizioni economiche, dalle quali avrebbe saputo però abilmente affrancarsi grazie a un'inarrestabile ascesa sociale il cui apice sarebbe stato toccato proprio da Macalda. La bisnonna, infatti, conduceva la sua meschina esistenza esposta alle intemperie ("sotto il sole e la pioggia") davanti alla Porta Judaeorum di Messina, dove smerciava generi alimentari su un banchetto all'aperto. Pur con questa modestissima attività, la donna riuscì non solo a sbarcare il lunario ma anche a metter da parte qualche soldo.

#### Ascesa sociale e politica

##### Il nonno
Figlio della venditrice ambulante fu un tale Matteo Selvaggio (qui cognominabatur salvagius): colui che sarebbe divenuto il nonno di Macalda, era egli stesso, agli inizi del XIII secolo, nient'altro che un servo o un semplice milite alle dipendenze del custode del castello demaniale di Scaletta, un presidio destinato al controllo del transito sulla strada di chi da sud raggiungeva Messina, provenendo da Catania e Siracusa.
Intorno al 1220, morto il castellano, Matteo Selvaggio riuscì ad assumerne l'ufficio per concessione del Re di Sicilia Federico II. Un ulteriore e decisivo passo in avanti lo dovette poi a un colpo di fortuna, il rinvenimento di un tesoro nascosto nel castello. Spogliatosi in questo modo della miseria, volle sbarazzarsi anche del poco onorevole cognome avito. Attribuendosi la titolatura di Scaletta, Matteo volle sancire in questo modo il nuovo avanzamento di status.

##### Giovanni di Scaletta, padre di Macalda
Il progresso economico gli aprì la possibilità di un ulteriore passo, avviare il figlio Giovanni agli studi giuridici. Quel titolo di studio, come avverte Neocastro, in quel contesto sociale, era in grado di conferire grande prestigio a chi lo avesse conseguito: e così fu anche con Giovanni al quale immancabilmente si schiusero più ampi orizzonti e nuove opportunità, tra cui anche la strada maestra verso un matrimonio altolocato, suggellato con una nobildonna siciliana del casato dei Cottone. Nel castello di Scaletta, nacquero da quel matrimonio due figli: il primogenito fu Matteo II al quale fece séguito, in un'epoca intorno al 1240, la sorella Macalda a cui sarebbe toccato in sorte l'atto definitivo nell'arrampicata sociale, l'acquisizione, in due passaggi, del prestigio politico ancora mancante.

### Macalda nelle coeve cronache siciliane

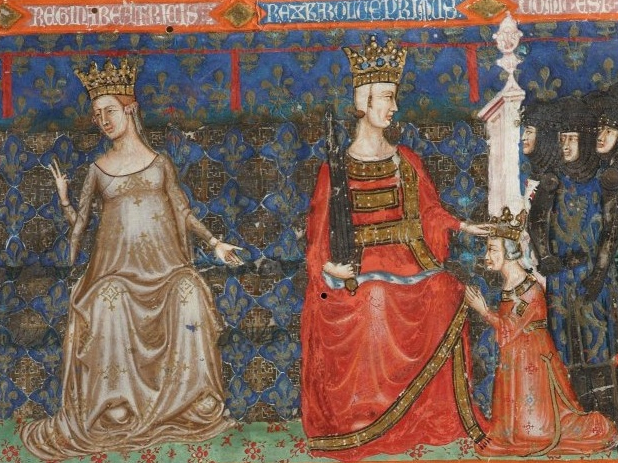
Carlo I d'Angiò

Varie sono le sfumature che la figura di Macalda assume nelle fonti coeve.

#### Bartolomeo di Neocastro
Bartolomeo di Neocastro, nella sua Historia Sicula, si mostra a lei particolarmente avverso, ispirato da evidenti motivi politici: dopo il successo della rivolta del Vespro, pur essendosi schierata con i vincitori, «Macalda rappresenta i nobili siciliani di tradizione guelfa che si erano espressi nella Comunitas Siciliae», quell'effimero esperimento politico repubblicano di Indipendentismo siciliano che aveva preceduto la nascita del Regno di Sicilia definitivamente indipendente dal continente italiano. Tuttavia, c'è chi crede che non basti solo questo a giustificare l'astio del cronista, la cui narrazione su Macalda diventa «particolarmente velenosa, al punto di giustificare il sospetto che l'austero e dotto storico messinese sia stato una delle vittime del fascino della donna».

#### Cronache catalane: Bernat Desclot
Bernat Desclot, cronista catalano a lei contemporaneo, pur uomo di parte aragonese, si esprime sulla sua figura in termini più favorevoli. Al capitolo 96 della sua Crònica del Rey en Pere egli la definisce «molto bella e gentile, e valente nel cuore e nel corpo, generosa nel donare e, a tempo e luogo, valorosa nelle armi al par d’un cavaliere».
È stato finemente notato come Desclot, in questo passo, abbia leggermente corretto il tiro rispetto ai toni ancor più lusinghieri usati in una precedente versione della sua Crònica, operando una sorta di sottile autocensura a fini propagandistici: in una prima stesura, infatti, Macalda era definita leyal (leale); poi, caduta in rovina la donna per il suo presunto cospirazionismo, quell'attributo non era evidentemente più utilizzabile in maniera neutra, e fu quindi sostituito con «bella»

#### Virtù militari di Macalda
Sulle virtù militari della donna, sottolineate da Bernat Desclot, e sul suo portamento marziale, la tradizione su Macalda è concorde.
Altri autori, anche quando non ispirati da benevolenza, se non addirittura animati da aperta ostilità, convergono nel definirla valorosa nelle armi e capace di districarsi con eroico coraggio tra i pericoli della guerra.

### Il primo matrimonio con Guglielmo d'Amico
La giovanissima Macalda fu presa in moglie da Guglielmo Amico, che un tempo era stato barone di Ficarra, ma poi spogliato dei beni ed esule al tempo della dinastia sveva di Sicilia. Fu proprio questo stato di riduzione in miseria, che diede a Macalda e alla sua famiglia la possibilità di accedere a un matrimonio con un titolato. Anche Guglielmo, dal canto suo, contava di trarre un'utilità da queste seconde nozze: la sua speranza, poi andata delusa, era che esse gli permettessero di rientrare in possesso del perduto feudo di Ficarra.
Le sue aspettative, tuttavia, si rivelarono mal riposte: Guglielmo Amico cadde in disgrazia e concluse la sua esistenza ridotto in povertà. Macalda non ebbe rimorsi: abbandonò senza rimpianti il marito morente nell'Ospedale dei Templari, e si mise a vagare a lungo in abito di frate minore, soggiornando in varie provincie tra Messina a Napoli, ed esibendo un contegno non impeccabile. A Napoli, in particolare, la vedova avrebbe intrecciato una relazione di natura incestuosa con un suo parente. Tornata a Messina si infilò non riconosciuta in casa di un altro parente, con il quale impegnò una nuova relazione sessuale al limite dell'incesto.
Infine Macalda, per volere di Carlo I d'Angiò, riuscì perfino a vedersi confermata nel possesso dei beni inutilmente rivendicati dal suo oramai defunto marito, Guglielmo d'Amico.

### Secondo matrimonio con Alaimo da Lentini e coinvolgimento nella Guerra del Vespro
Sempre per volere regio, la donna fu data in sposa ad Alaimo da Lentini, al tempo assai influente nella cerchia angioina, già sposato in prime nozze con un'altra, anche lei di nome Macalda.
Quando i fasti di Alaimo presso la corte angioina andarono declinando, fu anche grazie alle manovre dell'intrigante moglie se egli riuscì a rifarsi una reputazione, dapprima presso i siciliani, divenendo uno dei principali ispiratori dei Vespri (rivolta cui aderì pure la consorte), e poi presso la corte aragonese.
Scoppiata la rivolta, nel frangente che vide Alaimo partire per difendere Messina dall'assedio, Macalda diventò governatrice di Catania facendo le veci del marito.
In quell'occasione, Macalda si rese protagonista a Catania di uno spregiudicato tradimento ai danni dei francesi che si erano rivolti a lei negli strepiti del Vespro: dopo aver simulato un'accoglienza benevola, li spogliò invece dei beni per poi abbandonarli in balia del popolo inferocito.
L'ambiziosa Macalda pareva mirasse molto in alto per realizzare i suoi disegni di potere. I siciliani avevano pregato la Regina Costanza II di Sicilia, figlia di re Manfredi, di accettare la corona di Sicilia, come ultima degli Hohenstaufen. Il consorte della regina, Pietro III d'Aragona, appoggiò l'iniziativa e si preparò a sbarcare nell'isola.

### Le mire su Pietro d'Aragona

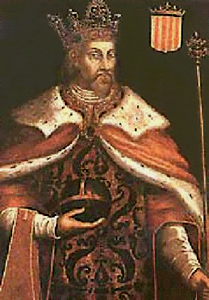
Pietro III d'Aragona, re di Sicilia (1282-85), re d'Aragona (1276-85)

Sempre al periodo dei Vespri, ma successivamente allo sbarco di Pietro d'Aragona in Sicilia, risale un intrigo da lei ordito allo scopo di guadagnarsi il ruolo di «favorita» del re, un episodio che getta ulteriore luce sul suo spregiudicato arrivismo.
In quel tempo, infatti, venuta a conoscenza dell'arrivo dell'aragonese a Randazzo, Macalda gli si presentò in pompa magna, adornata in superbe vesti marziali, con in mano una mazza d'argento, animata da intenzioni di concupiscenza sessuale che presto si fecero esplicite. Portata di fronte al re, gli si rivolse con queste parole:
(Bartolommeo di Neocastro, Historia Sicula)

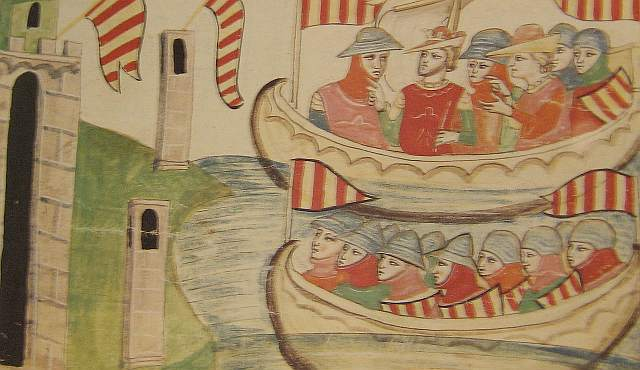
Pietro III (riconoscibile dalla corona) dirige lo sbarco a Trapani della flotta aragonese il 30 agosto 1282. Miniatura dalla Nova Cronica di Giovanni Villani (da un manoscritto alla Biblioteca Vaticana)

Il re, rifuggendo a quel tempo da avventure amorose, fece finta di non intenderne le avance e, pur onorandola e trattandola con cortesia, la condusse di persona all'albergo con un corteo di cavalieri al seguito. Il contegno di Pietro non fece desistere Macalda dalle sue mire: mostrando di non darsene a intendere, si mise a seguire l'aragonese nel suo itinerario attraverso l'isola.
Giunto il re a Furnari, nei pressi di Milazzo, mentre era già notte gli si accostò e ottenne udienza un uomo senescente, in stato d'indigenza, d'aspetto miserabile, coperto di cenci di pelle dell'Etna: era il messinese Vitale del Giudice (Vitalis de Judice), un tempo amico e sodale di Manfredi, poi ridotto in stato di mendicità dalla coerente fedeltà da lui coltivata verso la dinastia sveva. Il vecchio mise in guardia il re dalla volatilità delle alleanze politiche in terra siciliana e, in particolare dall'incostanza di Alaimo, già traditore di Manfredi e Carlo d'Angiò, ma reso ancor peggiore da condizionamenti e intrighi che, a dire del canuto mendico, egli subiva da Macalda e dallo scellerato padre di lei, Giacomo Scaletta. Il re non sembrò dargli troppo peso e lo congedò gentilmente dicendo che il suo desiderio in quella terra era di farsi amici e non di coltivare o fomentare sospetti su eventi passati. Il giorno dopo, comunque, ricordandosi degli ammonimenti di quel vecchio vendicativo, decise di svelenire il clima promulgando un'amnistia per chiunque si fosse macchiato di reati politici.

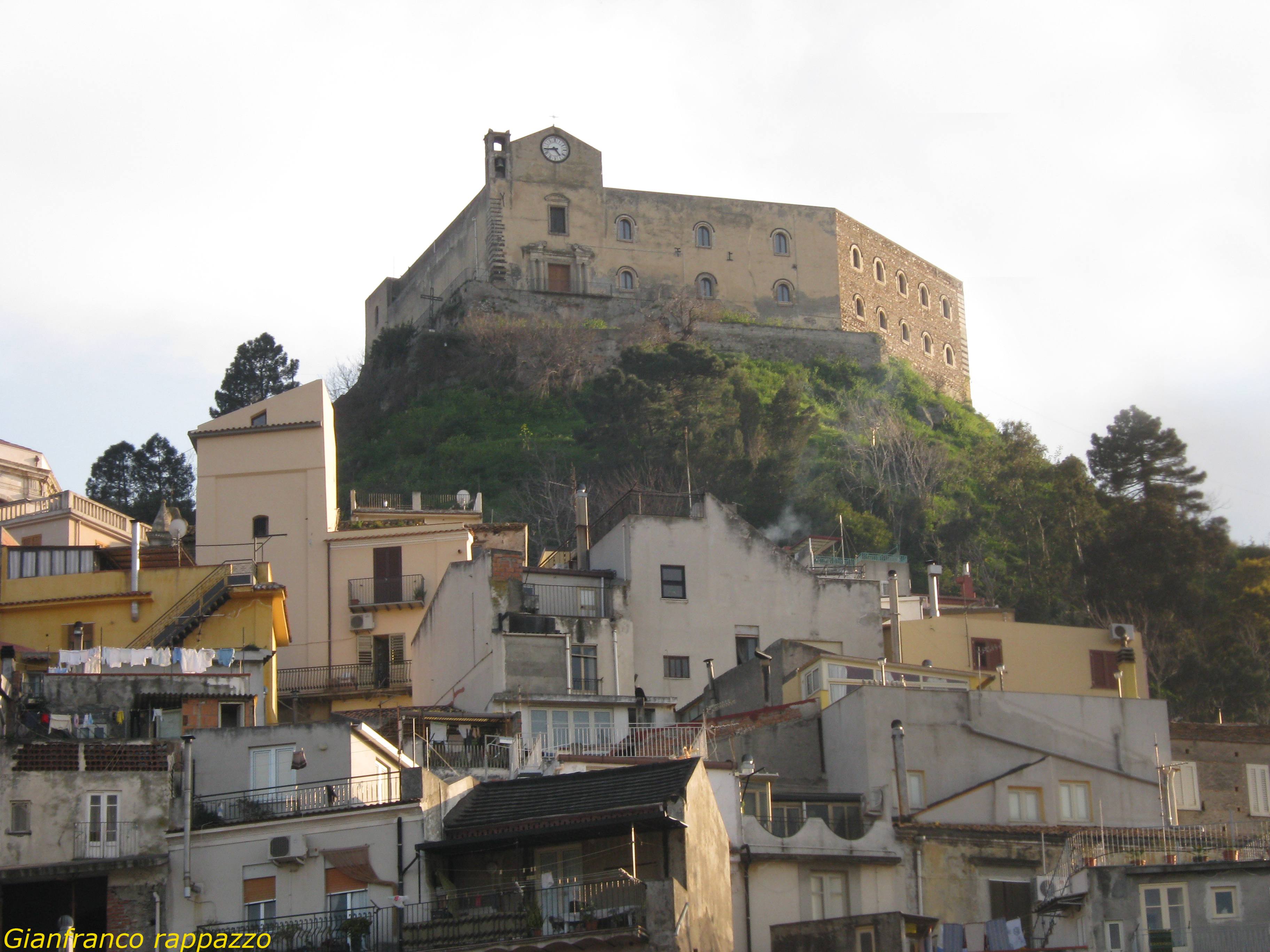
Il castello di Santa Lucia del Mela

In località Santa Lucia Macalda chiese ospitalità al re, già acquartierato nel locale castello, adducendo a motivo la mancanza di alberghi in quel piccolo borgo, essendo lei giunta per ultima. Il re le concesse allora le sue stanze ma, non volendo abboccare, si trasferì in un albergo, dove però si vide nuovamente raggiunto dall'insistente Macalda. Ancora una volta il re lasciò cadere nel vuoto le avance della donna: chiamò il suo maggiordomo e provò ad accomiatarsi per la notte, ma, di fronte all'insolenza di Macalda, che rimaneva incollata alla sedia, pensò bene di liberarsi dall'imbarazzo chiamando in stanza i proprietari e i loro familiari, intrattenendosi a lungo con quell'uditorio in vari discorsi e divagazioni, tra cui un'ostentazione della sua provata fedeltà coniugale. Il conciliabolo continuò fino all'alba, finché il re, dovendo partire in armi, non si congedò da tutti i suoi interlocutori, vanificando l'occasione inseguita dalla donna.

### Macalda e Alaimo alla corte del Regno di Sicilia
Macalda e Alaimo fecero parte della nuova corte, così intimi del re da essere ammessi a sedere anche alla sua mensa.
Alaimo, nelle intenzioni del re, ebbe un ruolo di primissimo piano: quando Pietro lasciò il Regno per la Francia, dovendo affrontare Carlo I d'Angiò in quel celebre duello di Bordeaux che non avrà mai luogo, il re aragonese scelse proprio Alaimo, come Giustiziere, e Giovanni da Procida, come cancelliere, per affiancare i due reggenti, la moglie Costanza II e l'infante Giacomo I. Alaimo era così l'unico siciliano in un governo in cui Costanza aveva il delicato compito di gestire, mediare e ricomporre, le tensioni politiche che attraversavano l'isola, quelle stesse tensioni e aspirazioni di cui Alaimo, già capitano di Messina ai tempi della Communitas Siciliae, era «il più autorevole esponente». Alle cure di Alaimo, inoltre, il re affidò il delicatissimo compito della custodia delle persone dei suoi familiari e della salvaguardia della loro integrità fisica.

### La rivalità con Costanza II di Sicilia

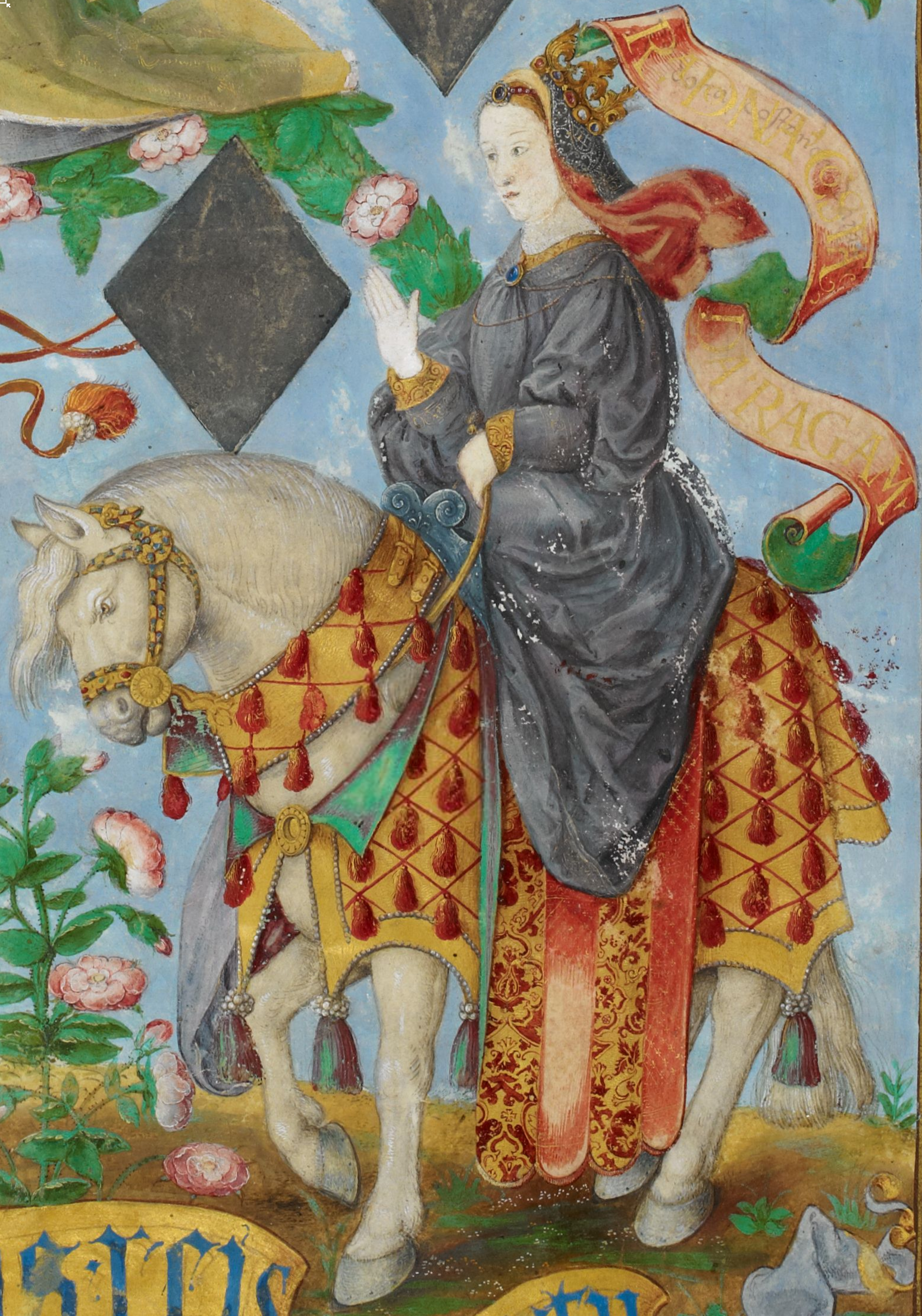
La regina Costanza II di Sicilia

Ma la sconfitta inflittale da quella ostentata dimostrazione di fedeltà coniugale ferì gravemente il suo orgoglio femminile, inducendo Macalda a comportamenti astiosi, con atti di gelosia ed emulazione nei confronti della corte e, segnatamente, della regina Costanza II di Sicilia.
Macalda prese a sfidarla apertamente, atteggiandosi ad altezza reale, e diede mostra di snobbarla e sminuirla a tal punto da rifiutarsi finanche di chiamarla "regina", limitandosi, nella sua alterigia, al riduttivo appellativo "madre di Giacomo I".
Macalda inaugurava così una stagione di folle e dispendiosa rivalità ingaggiata con le altezze reali, che la portò a rifiutare la benevolenza della regina, della cui persona evitava accuratamente la frequentazione, se non nelle occasioni in cui potersi vantare di una particolare acconciatura o far sfoggio di qualche speciale veste intessuta in porpora imperiale.
Gli episodi di questa rivalità menarono gran scandalo nell'ambiente, mettendo a dura prova la benignità della regina, e la sia proverbiale pazienza.

#### Rapporti tra Macalda e la regina Costanza
Su tale rivalità a senso unico sono tramandati alcuni aneddoti.
In occasione di una malattia, la debilitata Costanza si era recata al duomo di Monreale entrando a Palermo in lettiga, anziché a cavallo com'era suo solito. Macalda non perse l'occasione per emularla: in perfetta salute e senza alcun'altra ragione, sfilò per le strade di Palermo in una lussuosa lettiga bardata di panno rosso, retta a spalle da alcuni riottosi militi al servizio del marito e da contadini del suo paese. Lo stesso fece, rientrando a Catania, durante l'ingresso a Nicosia, vessando i riluttanti portatori fino a costringerli a esporsi, fermi, a lungo alle intemperie.
Rimasta incinta, iniziò a lamentare un presunto stato di infermità, grazie al quale pretese e ottenne di poter dimorare nel convento dei Frati minori: questa convivenza, a suo dire, si rendeva necessaria per garantirle l'agognata tranquillità, tenendosi a distanza dal trambusto del popolo, ma questa prossimità forzata tra la sacralità del cenobio e la profanità della sua discussa figura, apparve scandalosa ai più.
Poco dopo il parto, Macalda si rese protagonista di un nuovo affronto alla regina Costanza II: questa, insieme ai suoi figli Giacomo e Federico, si era offerta di tenere a battesimo il neonato, allora di quindici giorni. Macalda finse di indugiare, accampando la futile scusa della fragile costituzione del bambino,  a suo dire non in grado,di sopportare il contatto con l'acqua vebedetta del fonte battesimale. Ma tre giorni dopo, senza alcuna valida ragione, lo fece battezzare pubblicamente da persone prese dal popolo, snobbando platealmente l'offerta reale.
In altra occasione, narra Bartolomeo di Neocastro, l'Infante Giacomo I, sotto la reggenza di Costanza, si diede a passare in rassegna le contrade dell'isola accompagnato da trenta cavalieri. Macalda, come era suo costume, si intromise subito ad accompagnarlo, ma volle farlo con la consueta tracotanza, atteggiandosi a «giustiziere quanto il marito», facendosi scortare da un corteo confrontabile per lusso ma immensamente superiore per numero, e di aspetto piuttosto equivoco: lo stuolo a cui si accompagnava contava infatti ben «trecentosessanta uomini d'arme, di dubbia fede o sospetti, spigolati apposta da varie terre», un nutrito manipolo di scherani, una soldataglia, più che un corteo di cavalieri.
Furono anche questi suoi comportamenti a determinare la disgrazia della donna, e a favorire e accelerare quella del suo consorte Alaimo.

### La caduta in disgrazia di Alaimo e l'arresto di Macalda

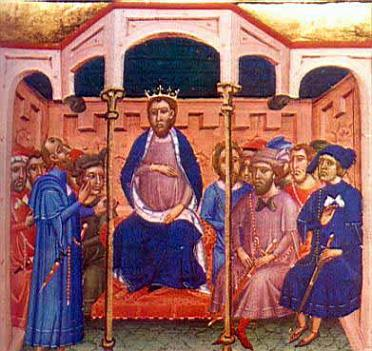
Giacomo II, principale avversatore di Macalda e Alaimo

L'evento che fece precipitare la reputazione di Alaimo fu infine il suo comportamento indulgente nei confronti del principe di Salerno Carlo lo Zoppo, figlio di Carlo d'Angiò.
Ormai caduto in disgrazia, sospettato di congiura, Alaimo incontrò la forte ostilità di Giacomo I di Sicilia: bersagliato da accuse di debole fondamento, fu invitato da Giacomo a recarsi in Aragona in visita dal Re Pietro. Partì per Barcellona il 19 novembre 1284, incontrando la cordiale accoglienza del re, dal quale fu però tenuto sotto una così stretta sorveglianza da potersi considerare quasi prigioniero.
La partenza di Alaimo mise in fermento il suo entourage e diede intanto la possibilità ai suoi oppositori di individuarne e perseguirne i presunti complici. Nel 1285 uscì fuori anche una corrispondenza che egli avrebbe segretamente intrattenuto con il re di Francia, per il tramite dell'avvocato Garcia di Nicosia: quest'ultimo fu repentinamente ucciso dai suoi nipoti nel disperato tentativo, rivelatosi poi inutile, di alleggerire la posizione di Alaimo di metterlo a tacere per sempre il testimone.
Alla partenza di Alaimo seguirono quindi degli arresti che finirono per colpire anche Macalda, imprigionata nel castello di Messina, insieme ai figli, il 19 febbraio 1285, poco dopo la partenza del marito. Sorte ben peggiore era già toccata poco prima a suo fratello Matteo junior, giustiziato ad Agrigento il 13 gennaio 1285, mediante decapitazione a fil di mannaia.
Alaimo fu trattenuto a lungo in Catalogna, protetto dalla sincera benevolenza di cui poteva ancora godere presso Pietro d'Aragona e, finché quest'ultimo fu in vita, gli fu risparmiato ogni pericolo.

#### Esecuzione di Alaimo
Morto però il re d'Aragona, Alaimo non sopravvisse all'avversione di Giacomo I di Sicilia, che convinse il fratello primogenito Alfonso III a darglielo in consegna. Così, nell'agosto 1287, il giorno 4, Alaimo veniva affidato a uno solo degli inviati di Giacomo, Bertrando de Cannellis, che ripartiva subito per la Sicilia: senza veder ancora esaudita la propria pretesa di difendersi in un regolare processo, insieme ai suoi nipoti (tra cui Adenolfo da Mineo) fu imbarcato sulla nave per un viaggio che, in apparenza, sembrava volerlo ricondurre in Sicilia. Ma, a sua insaputa, il suo destino era già segnato già prima della partenza: quando la traversata volgeva ormai al termine, lui e i suoi nipoti furono condotti ignari sul ponte della nave, presso Marettimo, mentre ormai la Sicilia era già all'orizzonte. Fu così esaudita la loro speranza di rivedere la patria, ma, appena dopo, gli fu letta la condanna a morte pronunciata nei loro confronti da Giacomo, il cui dispositivo fu poi sommariamente eseguito per annegamento: avvolti in lenzuoli e zavorrati, furono gettati vivi in mare, secondo il rituale della cosiddetta mazzeratura.

#### L'epilogo
Insieme alla storia di Macalda e Alaimo, si consumava anche la parabola del Vespro. 
La precisa coscienza di quella imprevista metamorfosi può cogliersi nelle amare parole con cui la sconsolata Macalda stigmatizzava dal carcere la piega assunta dagli eventi, rivolgendosi a Ruggero di Lauria, l'ammiraglio, geniale per condotta militare ma noto per l'estrema avidità e per un'efferatezza che appariva inusuale anche per l'epoca, venuto a farle visita in carcere per riavere le carte del feudo di Ficarra il cui possesso egli rivendicava. Apostrofando con fierezza l'ammiraglio, Macalda esprimeva così la propria amarezza:
(Bartolommeo di Neocastro, Historia Sicula, cap. XCI)

### Macalda, giocatrice di scacchi

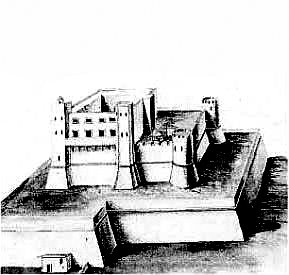
Il castello Matagrifone (Roccaguelfonia), prigione di Macalda e dell'emiro ibn Sebir, teatro delle loro partite a scacchi e degli atteggiamenti esibiti della donna

La cattività di Macalda ha permesso di rivelare anche un'altra sua inaspettata qualità, quella di scacchista: sappiamo infatti che, durante la reclusione sofferta nel castello Matagrifone di Messina, Macalda si intratteneva nel gioco degli scacchi con l'emiro Margam ibn Sebir, anch'egli costretto in prigionia dopo la cattura avvenuta mentre, in fuga verso Tunisi, cercava di scampare all'incursione navale sferrata contro l'isola di Djerba dall'ammiraglio Ruggero di Lauria.
Anche in quegli incontri, l'altezzosa Macalda non mancava di stupire astanti e carcerieri per lo scalpore generato dalla «vivacità e l'immodestia degli abiti» da lei sfoggiati.
In base a tali fonti, Macalda è quindi, senza distinzioni di genere, la prima figura di scacchista di cui si abbia evidenza storica in Sicilia: bisognerà infatti attendere circa due secoli e mezzo, e l'epoca dell'imperatore del Sacro Romano Impero Carlo V d'Asburgo, per avere da Pietro Carrera le prime tre menzioni storiche di scacchisti siciliani: i palermitani Armini e Branci, e il poeta Don Matteo li Genchi di Termine, autore di alcune stanze sulle leggi del gioco di scacchi.

### Morte di Macalda
Dall'epoca della sua reclusione, dopo le notizie sulla sua orgogliosa allocuzione a Ruggero di Lauria e quelle sui suoi scandalosi intrattenimenti nel carcere di Matagrifone, di Macalda si perde praticamente ogni traccia nelle cronache coeve, un silenzio che ha autorizzato gli storici a presumerne la morte pochi anni dopo. Esiste tuttavia un documento d'archivio che ce la ricorda ancora in vita il 3 dicembre 1307, quando Macalda Scaletta, a fronte di probabili difficoltà finanziarie derivanti dalla seconda vedovanza, sottoscrive un contratto con cui affitta a tale Mastro Pagano Barberio, per una durata di 22 anni, servitia et operas di una sua serva Anna, di origine greca (ancillam de Romania).
Un'altra menzione è in un atto del 14 ottobre 1308, anch'esso all'Archivio di Stato palermitano, in cui Macalda viene data ancora in vita. Il 14 ottobre 1308 diviene così il terminus post quem per la morte della donna, che alcuni autori, invece, collocano convenzionalmente al 1305 mentre altri, come Michele Amari, la suppongono avvenuta in carcere poco dopo la cattura.

## Macalda nell'immaginario e nella letteratura

### Leggenda delPozzo di Gammazita

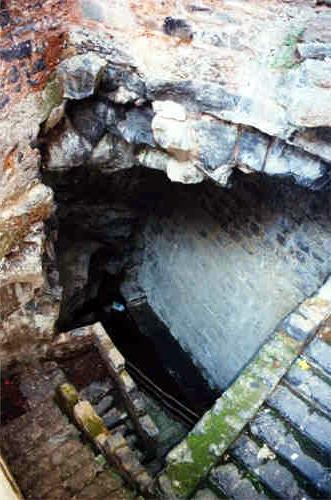
Il pozzo di Gammazita, legato all'omonima leggenda catanese, presso il Castello Ursino

Travalicando il perimetro della storia, la vicenda di Macalda è entrata nell'immaginario popolare: la sua figura popola miti, tradizioni e leggende popolari, come quella catanese del pozzo di Gammazita.

### Decameron

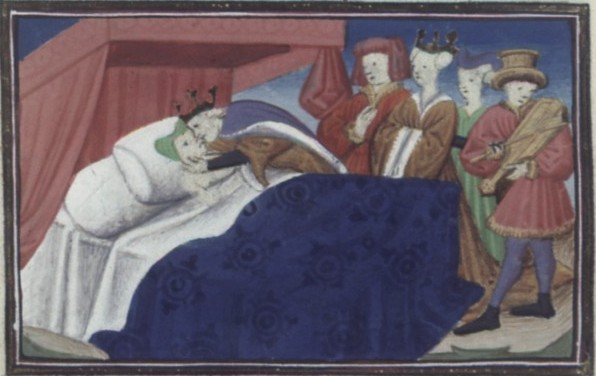
Re Pietro, con Costanza al seguito, bacia l'inferma Lisa nell'episodio di Pampinea nel Decameron, lontana eco del trasporto amoroso di Macalda per il re

Un'eco distante della passione di Macalda per il sovrano aragonese sopravvive nella vicenda di Lisa Puccini, e del suo perduto innamoramento per Re Piero di Raona nella novella narrata da Pampinea durante la decima giornata del Decameron di Giovanni Boccaccio.
Enorme è, tuttavia, la disparità di accenti che separa la «velenosa» cronaca di Bartolomeo di Neocastro dall'episodio boccaccesco, in un contesto circonfuso da aleggianti virtù cortesi e cavalleresche che meglio si attagliano alla figura del re Pietro, noto per le virtù di «prudenza» e per l'«animo cavalleresco» che contribuirono a lasciare di lui «vasto ricordo nella letteratura del tempo».
È anche possibile che, in Neocastro, la versione dell'aneddoto sia frutto di un'elaborazione malevola, per avvalorare o giustificare a posteriori il ruolo nefasto che Macalda avrebbe avuto nell'indurre Alaimo da Lentini al presunto tradimento: questo potrebbe spiegarne anche il diverso trattamento che Desclot riserva all'innamoramento di Macalda per il sovrano aragonese nella sua Crònica catalana.
Il fatto poi che Boccaccio, pur non conoscendo l'opera di Desclot, sia venuto a conoscenza di una storia somigliante, potrebbe indicare che una versione cortese dell'aneddoto sia circolata, forse oralmente, in ambienti disparati, magari trasformandosi attraverso i percorsi tipici della tradizione orale, prima di giungere all'orecchio dell'autore del Decameron.

### Fortuna ottocentesca: teatro, musica, letteratura
Una discreta fortuna ebbe, nella seconda metà dell'Ottocento, la figura di Macalda. A lei è dedicata una pièce teatrale tedesca del 1877, una tragedia in cinque atti composta dal poeta Hermann Lingg (Lindau, 1820 - Monaco di Baviera, 1905), che l'anno prima aveva dedicato il dramma storico Die Sizilianische Vesper ai tumultuosi anni della sommossa del Vespro che fanno da sfondo alla vicenda della donna. La tragedia Macalda è stata poi tradotta in italiano: la prima versione si ebbe a Messina nel 1883, ad opera di Alessandro Bazzani, andata in stampa per la Tipografia Fratelli Messina
Al 1880 circa risale Macalda, melodramma per pianoforte del musicista veronese Angelo Bottagisio (1842  - ?), autore minore, ma di buon successo, nel panorama dell'Ottocento musicale italiano, a cui si deve anche l'opera Alaimo da Lentini, messa in scena al Teatro Fraschini di Pavia nel 1885.
Una storia romanzata della vicenda e degli amori di Macalda è compresa alle pagine 797-811 di un libro del 1889, Le grandi amorose, illustrate da 70 disegni di Gino de' Bini, opera di Italo Fiorentino, autore la cui vena popolare si inserisce nella copiosa letteratura, di diseguale livello, che nutrì un vero e proprio genere letterario di quell'epoca letteraria, denominato "romanzo dei misteri". Il volume del Fiorentini è una raccolta dei ritratti letterari di femmes fatales, dalla vite misteriose e dissolute, famose amanti e concubine di regnanti e di uomini di potere. Il libro fu edito a Roma nel 1889, per i tipi di Edoardo Perino editore.